# Alexander Alexandrowitsch Kornilow

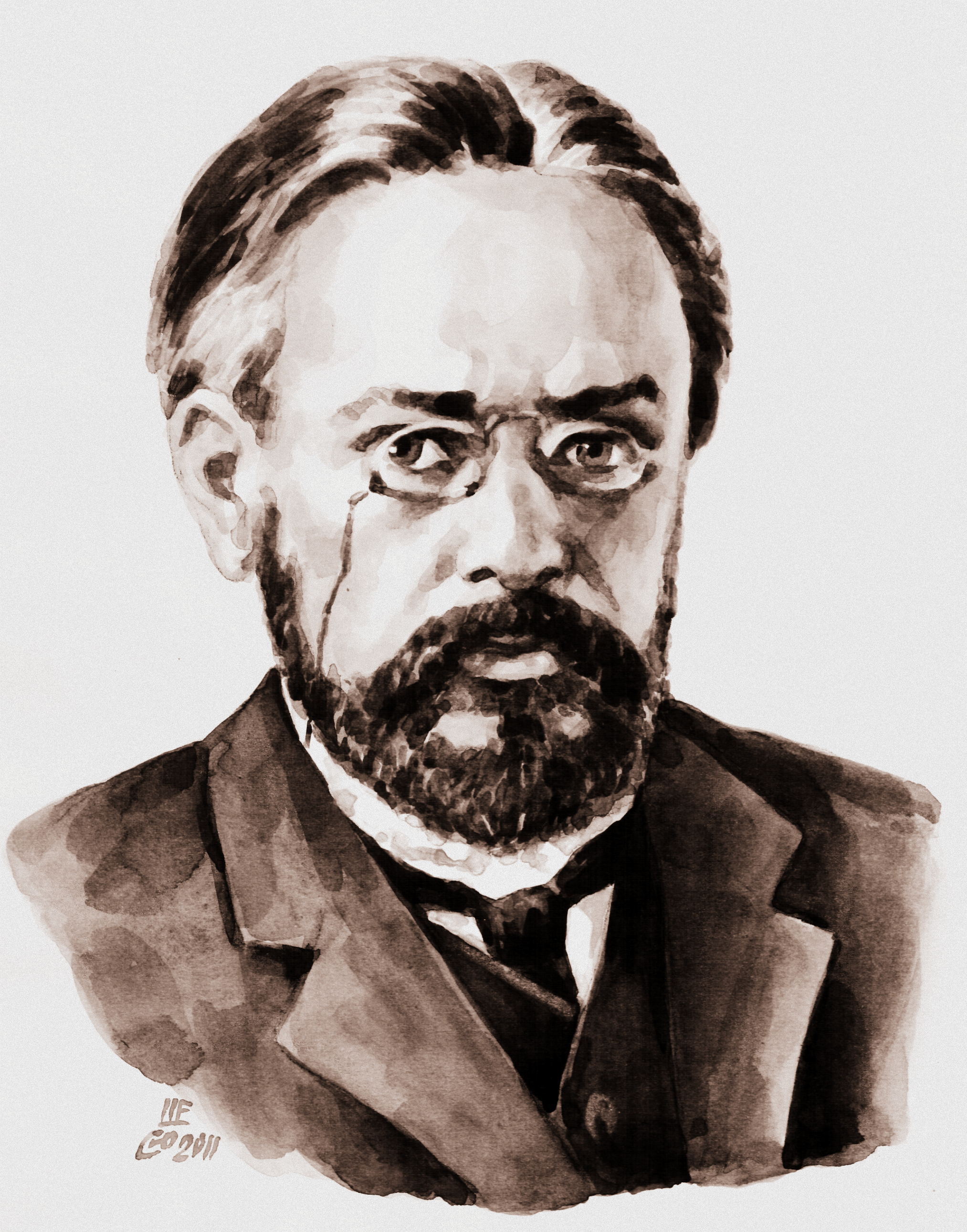
Alexander Kornilow

Alexander Alexandrowitsch Kornilow (russisch Алекса́ндр Алекса́ндрович Корни́лов; * 18. Novemberjul. / 30. November 1862greg. in Sankt Petersburg; † 26. April 1925 ebenda.) war ein russischer Historiker und liberaler Politiker. Seine Arbeitsschwerpunkte waren die Zeit Alexanders II. und das Leben Bakunins. Er lehrte an der Staatlichen Polytechnischen Universität Sankt Petersburg.
Seine in englischer Sprache herausgegebene Moderne Russische Geschichte (englisch Modern Russian History) vom Zeitalter Katharinas der Großen bis zum Ende des 19. Jahrhunderts fand weite internationale Beachtung.
1905 war Kornilow ein Gründungsmitglied der Konstitutionell-Demokratischen Partei (KD) und von 1906 bis 1908 Sekretär ihres Zentralkomitees. Nach der Geburt seiner Tochter verließ er die Partei für einige Jahre, engagiert sich dort aber ab 1915 wieder politisch. 1917 war Kornilow wieder Sekretär des Zentralkomitees der KD und Mitglied des Petrograder Parteikomitees.
Nach dem Russischen Bürgerkrieg lehrte Kornilow wieder am umbenannten Polytechnischen Institut in Petrograd und setzte seine biografischen Arbeiten über Bakunin fort.

## Werke

### Englisch
- Modern Russian History: Being an authoritative and detailed history of Russia from the Age of Catherine the Great to the Present, in 2 volumes, 679pp, trans. by Alexander S. Kaun, New York, Knopf, 1917. Reprinted as:
  - Modern Russian History: from the Age of Catherine the Great to the End of the 19th Century, Knopf, 1943, 1951, 1952, 1970.
  - 19th Century Russia: From the Age of Napoleon to the Eve of Revolution, edited and abridged by Robert Bass, New York, Capricorn Books, 1966, 428pp.

### Russisch
- Krest'anskaya reforma. Saint Petersburg, Tipo-lit. F. Vaijsberga i P. Gershunina, 1905, 271p.
- Krest'anskij stroj, 1905
- Ocherki po istorii obshchestvennago dvizheniya i krestyanskago dela v Rossii, Saint Petersburg, 1905, 473pp.
- Obshchestvennoe dvizheniie pri Aleksandre II, 1855–1881: istoricheskie ocherki, Moscow, Russkaja Mysl, 1909, 263pp.
- Molodye gody Mikhaila Bakunina: iz istorīi russkago romantizma, Moscow, Izd. M. i S. Sabashnikovykh, 1915, 718p.
- Russkaya politika v Pol'she so vremeni razdelov do nachala XX veka: istoricheskij ocherk, Petrograd, Ogni, 1915, 93p.
- Semejstvo Bakuninykh, [Moscow, Izd. M. i S. Sabashnikovykh, 1915], 2 volumes.
- (dt. etwa) Kurs über die Russische Geschichte des 19. Jahrhunderts. (russisch Курс истории России XIX века, Kurs istorii Rossii devytnadtsatogo weka) in drei Bänden, Verlag Sabaschnikow Moskau 1912–1914.
- Die Wanderjahre von Michail Bakunin (russisch Годы странствий Михаила Бакунина, Gody stranstvij Mikhaila Bakunina), Staatlicher Verlag Leningrad-Moskau, 1925.